# Sándor Simonyi-Semadam
Sándor Simonyi-Semadam, né le 23 juin 1864 et mort le 4 juin 1946 (jour anniversaire de la signature des accords de Trianon qu'il avait signés pour son pays 26 ans avant), est un homme d'État hongrois.
Il occupe le poste de Premier ministre de Hongrie du 15 mars 1920 au 19 juillet 1920.
Sándor Simonyi est un membre de la société hungaro-japonaise, une société visant à créer des liens culturels entre la Hongrie et le Japon.